# Jean-Baptiste Perronneau

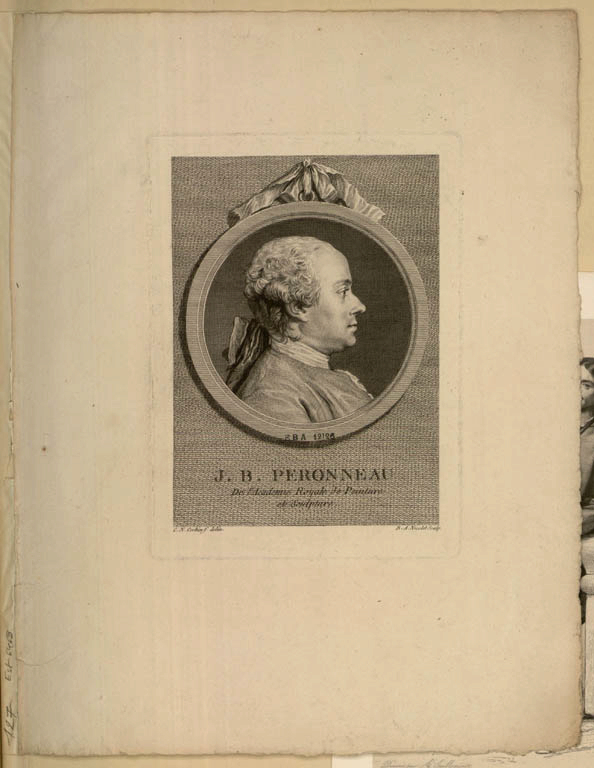
Jean-Baptiste Perronneau, gravyr av Bénédict-Alphonse Nicolet efter en teckning av Charles-Nicolas Cochin.

Jean-Baptiste Perronneau, född omkring 1715, död 19 november 1783, var en fransk konstnär.
Perronneau var ursprungligen utbildad till kopparstickare under Laurent Cars, därefter till målare under François-Hubert Drouais, och var möjligen även elev till Charles-Joseph Natoire. Perronneau var huvudsakligen porträttör, och hans verk utmärker sig speciellt för en mjuk kolorit och god belysning. Han är representerad med ett skulpterat huvud i parken till Drottningholms slott och på Köpenhamns konstmuseum.